# Lautrach
Lautrach là một đô thị ở huyện Unterallgäu bang Bayern, Đức.